# Leen Depooter
Leen Depooter (Ninove, 1968) is een Vlaams grafisch ontwerper.

## Biografie
Ze groeit op in de Vlaamse Ardennen en volgt klassieke humaniora in Ronse. In 1986 studeert ze Functionele Grafiek aan het Sint-Lukas Instituut te Gent. Nadat zij in 1991 afstudeert, start Depooter samen met fotograaf Rudi Bogaerts het grafisch bureau Quod te Gent. De eerste vijftien jaar werken zij voornamelijk in de mode-, design- en luxesector.
In 2006 gaat Depooter alleen verder en wordt het bureau herdoopt in quod. voor de vorm. Vanaf dan profileert zij zich vooral in de boekensector. Uitgeverijen Ludion, Lannoo, De Bezige Bij (Antwerpen), De Eenhoorn, Uitgeverij Vrijdag, Davidsfonds en Bai behoren tot haar opdrachtgevers. Ze geeft vorm aan kinderboeken & romans, publicaties voor de overheid, boeken over koken en kunst, architectuur en interieur; ook nam ze het ontwerp en de ontwikkeling van merchandise-items van de kunstenaars Magritte, Ensor en Luc Tuymans – in opdracht van uitgeverij Ludion – voor haar rekening.

## Onderscheidingen
In 2008 resulteert dat in een eerste Plantin-Moretusprijs voor de vormgeving van het kinderboek Eén miljoen vlinders met illustraties van Carll Cneut en tekst van Edward van de Vendel. In 2009 wint ze de Plantin-Moretus publieksprijs met Het Geheim van de Keel van de Nachtegaal van auteur Peter Verhelst en illustrator Carll Cneut. Telfeest (met illustraties van debutante Soetkine Aps) werd in 2010 goed bevonden voor een derde prijs. Met Gelukkig heeft je moeder twee oren van Wouter Deprez en Randall Casaer sleepte ze in 2011 een publieksnominatie bij De Best Vormgegeven Boeken in de wacht. In 2013 was dat met Sommige dingen (vallen in het water) van Roel Verniers en Clara Van den Broek en in 2014 met Slagveld van gebroken harten van Carll Cneut en Ed Franck.
In 2010 won Leen een nominatie in de Provinciale Prijs voor Vormgeving Oost-Vlaanderen. Naar aanleiding van die nominatie was er in zomer 2011 een tentoonstelling in het Caermersklooster (Gent).
In voorjaar 2012 wint ze het Bronzen ereplaket in de Vierjaarlijkse Prijs voor vormgeving van de Provincie West-Vlaanderen. Uit het juryverslag: 'Haar werk springt er vooral gunstig uit door de grote zorg voor kwaliteit en het hoge niveau van professionalisme. De stijl van Leen Depooter is poëtisch en uniek.' Nav. deze prijzen liep er in najaar 2012 een tentoonstelling met haar werk in het Broelmuseum in Kortrijk.